# Runrun.it
Runrun.it é uma empresa desenvolvedora de um “Software como serviço” (SaaS) com base no Brasil, mas com clientes em diversos países.
A empresa foi fundada em 2013 por três empreendedores brasileiros, recebeu investimento dos fundos 500Startups e Monashees Capital.
O serviço é uma ferramenta para gestão do fluxo de trabalho de equipes de serviços de médias e grandes empresas, através da captação de demandas por formulários e portais, automação das tarefas e mensuração de indicadores importantes para o processo. Os resultados prometidos são o aumento da produtividade, mais organização e melhor comunicação entre os colaboradores. Eleito entre as 100 mais inovadoras empresas brasileiras pelo Jornal Valor Econômico.
O blog da empresa traz uma série de artigos sobre como gerenciar melhor os processos das equipes.
Há uma série de integrações com outras ferramentas o que amplia a capacidade de casos de uso.
Foi eleita diversas vezes uma das soluções mais poderosas e simples pela entidade G2. 